# Moineville
 Moineville  es una población y comuna francesa, en la región de Lorena, departamento de Meurthe y Mosela, en el distrito de Briey y cantón de Homécourt. Entre 1871 y 1914 era fronteriza con Alemania.

## Demografía
| 776 | 747 | 705 | 866 | 864 | 877 |
| Para los censos de 1962 a 1999 la población legal corresponde a la población sin duplicidades (Fuente: INSEE [Consultar]) |     |     |     |     |     |